# Hermanas de la Caridad Cristiana de la Preciosísima Sangre
La Congregación de Hermanas de la Caridad Cristiana de la Preciosísima Sangre es una congregación religiosa católica femenina, de vida apostólica y de derecho pontificio, fundada en 1857 por la religiosa holandesa Gertrud Sickermann, en Sittard. A las religiosas de este instituto se les conoce como hermanas de la Preciosísima Sangre y posponen a sus nombres las siglas C.P.S.

## Historia

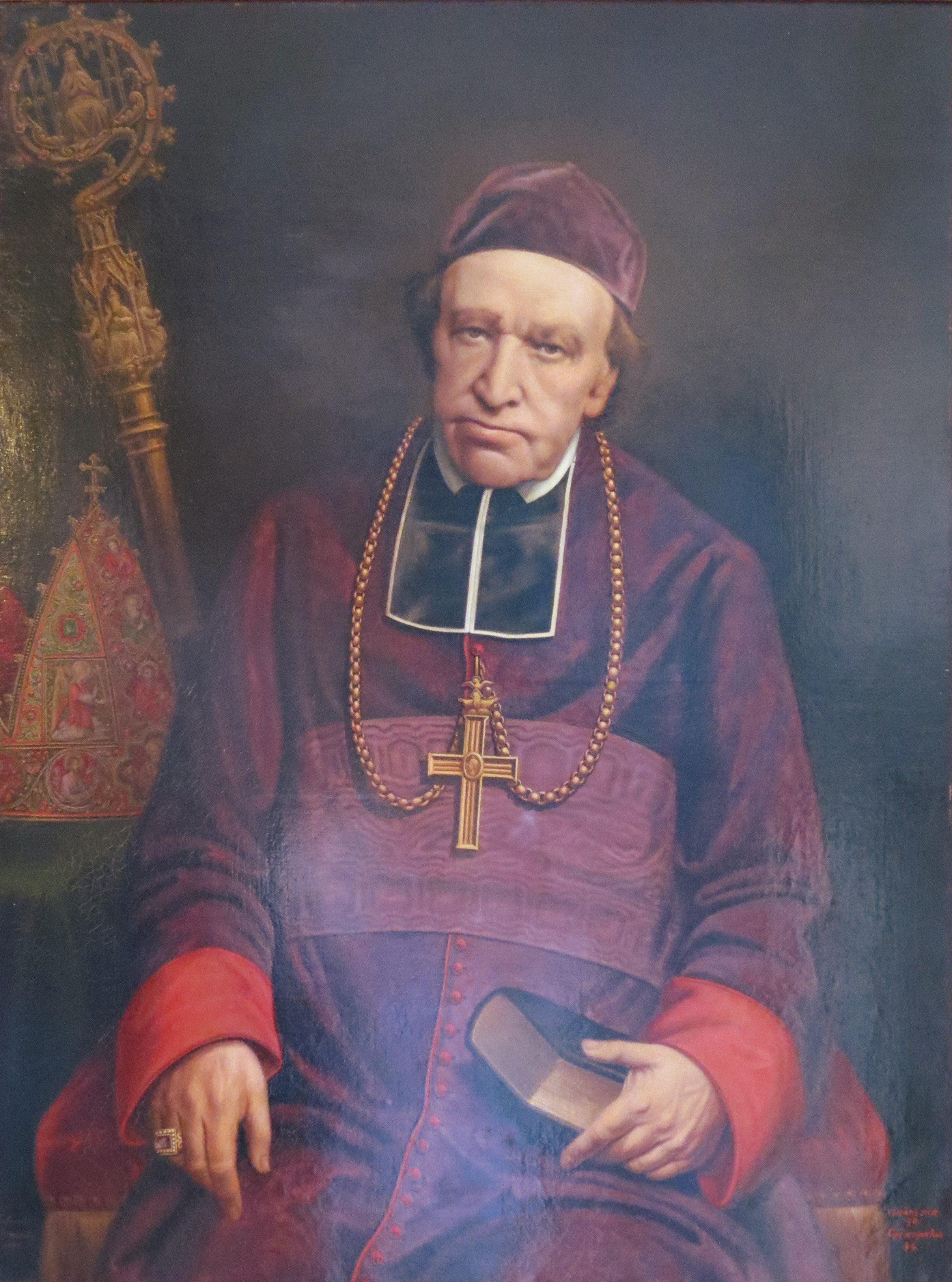
Joannes Paredis (1795-1886), obispo de Roermond, fue quien animó a la fundadora Gertrud Sickermann a separar el instituto de las borromeas de Maastricht.

La congregación tiene su origen en las Hermanas de San Carlos Borromeo de Maastricht. Gertrud Sickermann, religiosa de este instituto, fue enviada a Sittard (Países Bajos), en 1852, para establecer la primera casa filial. A causa de la situación financiera de la comunidad, las borromeas de Maastricht quisieron cerrar la casa de Sittard, pero el obispo se opuso a tal decisión y consiguió convencer a Sickermann de formar una nueva congregación religiosa, que dio inicio en 1857, totalmente independiente de la casa madre.
El instituto recibió la aprobación como congregación religiosa de derecho diocesano en 18 de junio de 1862, de parte de Joannes Paredis, obispo de Roermond. El papa León XIII elevó el instituto a congregación religiosa de derecho pontificio, mediante decretum laudis del 12 de julio de 1890.

## Organización
La Congregación de Hermanas de la Caridad Cristiana de la Preciosísima Sangre es un instituto religioso de derecho pontificio y centralizado, cuyo gobierno es ejercido por una superiora general. La sede central se encuentra en Yakarta (Indonesia).
Las hermanas de la Preciosísima Sangre se dedican a las misiones. En 2017, el instituto contaba con 180 religiosas y 18 comunidades, presentes en Burundi, Indonesia y Países Bajos.